# Henri Audrain
Pour les articles homonymes, voir Audrain.
Henri Audrain est un prélat français, évêque auxiliaire de Versailles de 1938 à 1954 et archevêque d'Auch de 1955 à 1968.